# Сходові пристрої (гірнича справа)

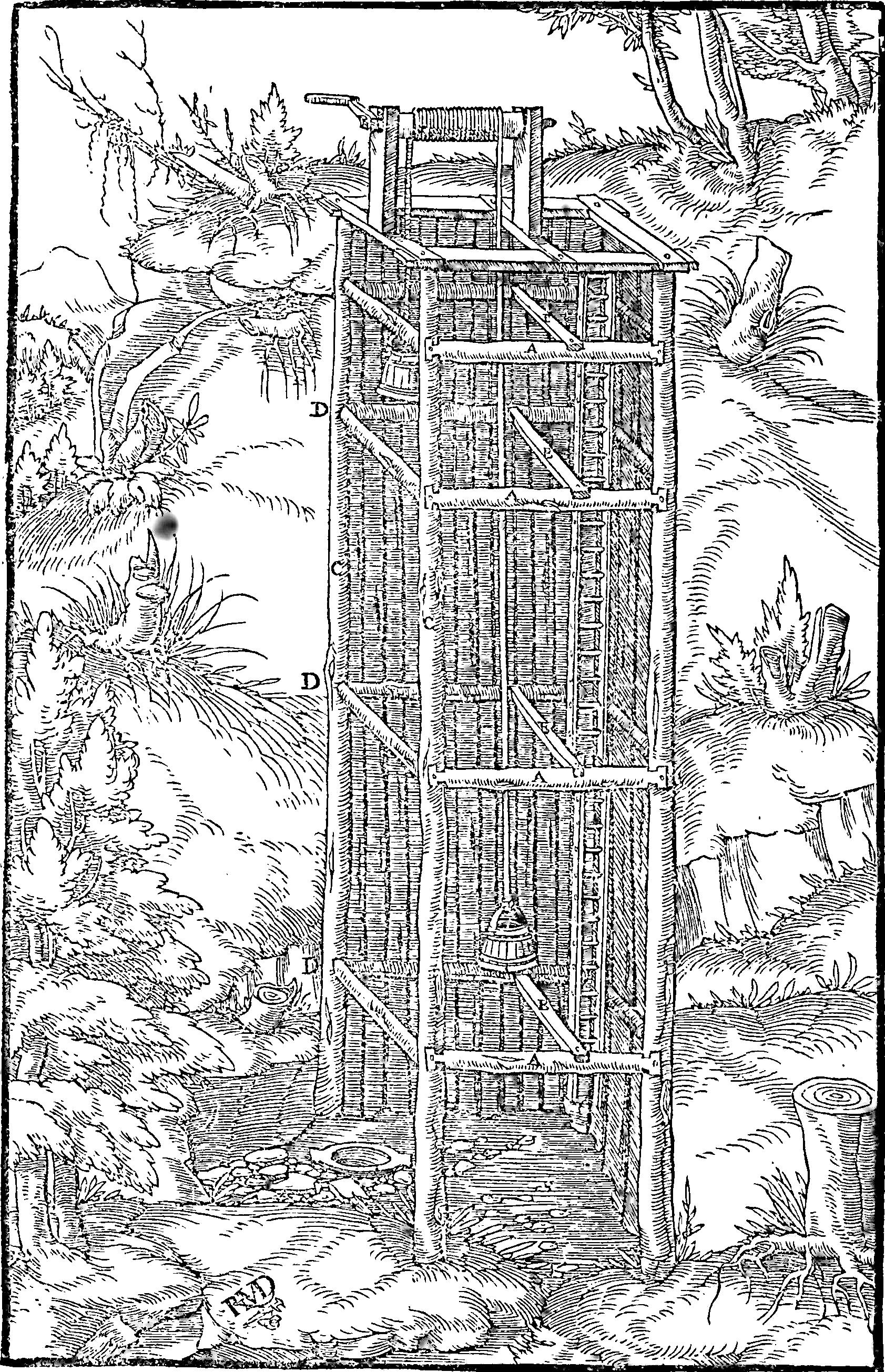
Сходові пристрої у дерев'яному риштуванні шахтного стовбура - рисунок з праці Георга Агріколи De Re Metallica (1556).

Сходові пристрої являють собою сходинки, по яких спускаються в шахтні стовбури і піднімаються з них. Широко застосовувалися у давніх шахтах. Описані, зокрема, в праці Георга Агріколи De Re Metallica (1556).
Сьогодні — додатковий (аварійний) засіб виходу з шахти.